# Mario Vella
Mario Vella – maltański filozof, ekonomista i polityk, gubernator Banku Centralnego Malty w latach 2016-2020.

## Życiorys
W połowie lat dziewięćdziesiątych pełnił funkcję przewodniczącego maltańskiej Partii Pracy. Wcześniej studiował na uniwersytetach na Malcie, w Londynie (London School of Economics and Political Science) oraz w Berlinie Wschodnim (Uniwersytet Humboldtów, który za czasów komunistycznej NRD nie nosił tej nazwy). Naukowo zajmował się rozwojem gospodarczym i bezpośrednimi inwestycjami zagranicznymi. Po studiach pełnił funkcję prezesa wykonawczego agencji rządowej Malta Enterprise, a także dyrektora ds. usług bezpośrednich inwestycji zagranicznych w Grant Thornton i dyrektora generalnego Malta Development Corporation. W 2005 wykładał gościnnie na Graduate School of Economics and International relations na Università Cattolica w Mediolanie i Università di Urbino. Był również gościnnie profesorem na Edinburgh Napier University (2007-2012). Przez wiele lat był też starszym wykładowcą gościnnym na Uniwersytecie Maltańskim. W 2016 został szefem Banku Centralnego Malty (zastąpił na tym stanowisku Josefa Bonniciego). Nominację skrytykowała Partia Narodowa, proponując powołanie komisji parlamentarnej w celu ustalenia, czy posiada niezbędne kwalifikacje w sektorze finansowym i monetarnym oraz odpowiednie doświadczenie do zarządzania instytucją. Daphne Caruana Galizia wskazała, że był mentorem dla premiera Josepha Muscata. Uważała, że Vella "leniwe miota się w świecie marksistowskiego pseudointelektualizmu". Wypominała mu studia w Berlinie Wschodnim (z polecienia Doma Mintoffa), na uniwersytecie całkowicie kontrolowanym przez komunistów.
17 marca 2016 otrzymał włoskie odznaczenie Order Zasługi Republiki Włoskiej.